# Jerzy III (król Gruzji)
Jerzy III, gruz. გიორგი III, Giorgi III (zm. 6 kwietnia 1184) – król Gruzji w latach 1156–1184 z dynastii bagratydzkiej. Czasy jego rządów razem z rządami królowej Tamary uważane są za złoty wiek historii gruzińskiej, czas sukcesów dyplomatycznych, triumfów militarnych, rozwoju nauki, kultury, duchowieństwa i sztuki. 
Objął rządy po śmierci swojego ojca Dymitra I, w 1156. Zmienił on defensywną politykę swojego ojca na jeszcze bardziej agresywną i otwarcie zaatakował Seldżuków rządzących sąsiednią Armenią. Jednocześnie ze swoim wstąpieniem na tron Gruzji poprowadził zwycięską kampanię przeciwko seldżuckiemu sułtanatowi. W latach 1161–1162 zdobył i wcielił do Gruzji dwa miasta armeńskie; Ani i Dwin. W odpowiedzi Seldżucy zmusili Jerzego III do oddania im miasta Ani jako lenna (Jerzy III został tym samym ich wasalem). Ostatecznie miasto to zostało wcielone do Gruzji dopiero w 1173. Do tego czasu armia gruzińska była wspierana przez armeńskich ochotników, którzy chcieli pomóc w wypędzeniu Seldżuków z ich państwa. W 1167 Jerzy III został zmuszony do pomocy swojemu wasalowi – szachowi Agszartanowi z Szyrwan, który walczył z Chazarami i Kipczakami, ale po wygranej wzmocnił panowanie Gruzji nad tym całym terytorium.
W 1177 szlachta zorganizowała powstanie przeciwko królowi i ogłosiła księcia Demnę (Dymitra) prawdziwym i legalnym królem Gruzji. Demna był synem starszego brata Jerzego III - Dawida V i dlatego wielu Gruzinów rzeczywiście uważało go za legitymistycznego pretendenta do tronu. Siły powstańców liczyły około 30 000 osób, prowadził je teść Demny - Ioane Orbeli, i okopały się one w cytadeli Lore. Fortecę zaczęła oblegać armia królewska, a Demna poddał się zdając się na łaskę wuja. Został on oślepiony i wykastrowany, a większość rodziny jego żony została wymordowana. 
W trzeciej ćwierci XII wieku wzniósł pałac w Geguti. W 1178 mianował swoją starszą córkę Tamarę, współwładczynią i następczynią tronu. Sam oddał córce prawie całą władzę, ale oficjalnie pozostał królem do swojej śmierci w 1184. Został pochowany w Monastyrze Gelati, na zachodzie Gruzji.

## Potomstwo
Około roku 1155 Jerzy poślubił Burdukhan (Gurandukht), córkę Kuddana, króla Osetii. Para miała dwie córki:
- Tamarę, kolejną królową Gruzji,
- Rusudanę, żonę Manuela Komnena (ur. 1145), najstarszego syna cesarza Andronika I Bizantyjskiego. Rusudana i Manuel byli rodzicami założycieli Cesarstwa Trapezuntu; Aleksego I i Dawida I.